# Marcipa endoselene
Marcipa endoselene là một loài bướm đêm trong họ Erebidae.